# 岡野光夫
岡野 光夫（おかの てるお、1949年3月21日 - ）は、日本の再生医療工学者、工学博士。
細胞シートを使った再生医療およびバイオマテリアルの研究を専門分野としている。

## 略歴
1949年3月21日、東京都に生まれる。1974年、早稲田大学理工学部応用化学科卒業。1976年、同大学大学院高分子化学修士課程修了。1979年、同大学院高分子化学博士課程修了、工学博士。
1979年、東京女子医科大学医用工学研究施設助手、1987年、同施設助教授、1994年、同施設教授、1999年、同施設長。2001年、同大学先端生命医科学研究所所長・教授。2009年、日本再生医療学会理事長。2014年、東京女子医科大学定年退職、東京女子医科大学学長付特任教授。

## 受賞歴
- 1992年 - 日本バイオマテリアル学会賞[3]
- 1998年 - 高分子学会賞[3]
- 2005年 - 第2回江崎玲於奈賞[3]
- 2009年 - 紫綬褒章[3]、山崎貞一賞
- 2022年 - 物質・材料研究機構よりNIMS Award

## 著作
- 博士論文『ミクロ相分離構造を有する親・疎水性ポリマーの合成とその医用材料への応用』早稲田大学 甲第378号 1979年
- 岡野光夫, 大和雅之 監修『再生医療技術の最前線』シーエムシー出版 2007年
- Biomedical applications of hydrogels handbook  editor-in-chief, Raphael M. Ottenbrite ; editors, Kinam Park, Teruo Okano , New York , Springer , 2010
- 岡野光夫 著『「細胞シート」の奇跡 : 人はどこまで再生治療できるのか』祥伝社 2012年
- 日本再生医療学会 監修  岡野光夫, 大和雅之 編集『再生医療叢書 2』朝倉書店 2013年
- 岡野光夫, 大和雅之 監修『再生医療技術の最前線 = Recent progress in Regenerative Medicine Technologies』 シーエムシー出版 2013年 (バイオテクノロジーシリーズ) 普及版
- 日本再生医療学会 監修,岡野光夫, 浅島誠 編集統括『再生医療用語ハンドブック』メディカルトリビューン 2015年
- 岡野光夫 監修,田畑泰彦, 塙隆夫 編著『バイオマテリアル : その基礎と先端研究への展開』東京化学同人 2016年

## テレビ出演
- 2004年12月7日 - 『日経スペシャル ガイアの夜明け』よみがえれ!命の鼓動 ～最先端・再生医療の可能性～（テレビ東京）[1]
- 2006年6月27日 - 『カスペ!』（フジテレビ）
- 2009年
  - 5月3日 - 『生命の謎を探る旅スペシャル』（日本テレビ）
  - 7月7日 - 『日経スペシャル ガイアの夜明け』あなたの体がよみがえる ～最先端・再生医療の可能性～（テレビ東京）[5]
  - 10月13日 - 『爆笑問題のニッポンの教養』（NHK総合テレビジョン）
- 2010年7月17日 - 『世界一受けたい授業』（日本テレビ）
- 2011年1月10日 - 『プロフェッショナル 仕事の流儀』「夢を語り、未来を切り開け」（NHK総合テレビジョン）

## 疑惑
セルシード社の役員並びに株大量保有者であり、セルシード社の商品である細胞シートに対する論文を数編発表している。自身がセルシード社に深く関係するにもかかわらず、論文投稿の際に「金銭的利益相反はない」と宣言していたため問題視されている。

## 論文撤回
2011年6月30日付『ネイチャープロトコルズ』に掲載された、再生医療用細胞シートのマウスへの移植手法に関する大和雅之、小保方晴子、常田聡との共著論文を、元データが確認できないとして2016年1月13日に撤回した。

## 参考資料
- 再生医療の現状とこれから 【岡野光夫先生】略歴[リンク切れ]

## 関連リンク
- 再生医療の創生とその普及 -トップリーダーと学ぶワークショップ